# IC 2510
IC 2510 је спирална галаксија у сазвјежђу Шмрк (Пумпа) која се налази на листи објеката дубоког неба у Индекс каталогу.
Деклинација објекта је - 32° 50' 16" а ректасцензија 9h 47m 43,5s. Привидна величина (магнитуда) објекта IC 2510 износи 12,5 а фотографска магнитуда 13,3. Налази се на удаљености од 34,533 милиона парсека од Сунца. IC 2510 је још познат и под ознакама ESO 373-29, MCG -5-23-17, AM 0945-323, PGC 28147.